# Renaico
Renaico (mapudungún: Agua de cueva) es una comuna de la zona sur de Chile, perteneciente a la Provincia de Malleco en la Región de Araucanía. Es la entrada norte de la región.
Integra junto a las comunas de Angol, Collipulli, Curacautín, Ercilla, Lonquimay, Los Sauces, Lumaco, Purén, Traiguén y Victoria (de la Provincia de Malleco); Galvarino, Lautaro, Melipeuco, Perquenco y Vilcún (de la provincia de Cautín); el Distrito Electoral N.º 22 que elige a cuatro diputados. Así mismo, pertenece a la XI circunscripción senatorial que comprende a la región de La Araucanía que cuenta con cinco escaños en el Senado.

## Toponimia
Renaico significa en mapudungún agua (ko) de cueva (renaü). El agua de cueva es algo sagrado para los pueblos prehispánicos. Por eso muchas veces alrededor o dentro de la cueva vivían calcus, que usaban el agua para sus ritos como "quitar" el bautizo cristiano de los mapuches bautizados a la fuerza. No se sabe a ciencia exacta donde estaba tal cueva usada por el calcu para sus ritos. El lugar tenía también la denominación Tolpán (del mapudungun: al frente de los pumas). El lugar fue llamado a posterioridad por los chilenos, por el río Renaico.

## Historia

### Época prehispánica
Esta zona presenta una ocupación humana desde hace más de 12 000 años. Distintas culturas han vivido acá. Referente a la Cultura Pitrén (ubicada entre el río Bío Bío y el lago Llanquihue), esta constituiría la primera expresión agroalfarera en el sur de Chile.
El Complejo El Vergel es una cultura del Período agroalfarero temprano de Chile.
El Vergel aparece entre el 1100 d. C. y 1500 d. C., entre Angol y la Zona de Huilío, inmediatamente al sur de Toltén. A esta nueva forma cultural se la reconoce como complejo Vergel, el cual se establece sobre Pitrén, lo que se manifiesta claramente en los contextos funerarios de carácter cerámico.

### Periodo Mapuche
El origen de los mapuches no se conoce con mucha certeza, si se sabe que los Araucanos cruzaron desde Argentina a Chile por la Cordillera de Cautín. Sin embargo, hacia el siglo V  ya existían manifestaciones culturales en la Depresión Intermedia de Chile que pueden rastrearse hasta la época actual. Se mencionan como posibles antecesores de los mapuches a los grupos creadores de las culturas Bato, El Vergel, Llolleo y Pitrén.
Esta zona pertenecía al aillarehue de Chacaico con los lof de Chacaico y Viluquen. Entre los ríos Huequén y Renaico.

### Conquista
Durante la época de la Conquista española, el río Renaico era conocido como Tolpán, en cuyas riberas se establecieron los primeros habitantes de la Colonia en La Araucanía, en el poblado de Malven y el Fuerte de Tolpán o de Mulchén.

### Guerra de Arauco
La Guerra de Arauco fue un prolongado conflicto que enfrentó a las fuerzas militares de la Capitanía General de Chile pertenecientes a la Monarquía Hispánica y aliados indígenas, contra facciones mapuches y algunos aliados pertenecientes a los pueblos cunco, huilliche, pehuenche y picunche. 
La zona del conflicto estaba comprendida entre el río Mataquito y el seno de Reloncaví, situándose la mayor parte de ella entre Concepción, la zona costera de la actual región del Biobío y la región de la Araucanía.
Fue el conflicto más largo en América, duró 282 años entre 1536 y 1818, pero tuvo diferentes grados de intensidad —llamándose «guerra armada» propiamente tal alrededor de la mitad de ese período— y con distintos períodos de paz —gracias a la realización de «parlamentos»—. Posteriormente, traería como consecuencia el conflicto chileno-mapuche llamado Ocupación de la Araucanía.

### SigloXIX

#### Territorio mapuche
Por el Parlamento de Tapihue de 1825, toda esta zona era controlada por tribus mapuche de manera autónoma.
En 1849 Doña Carmen Mariluán, hija del Gran Lonco Don Francisco Mariluán, declarándose viuda de Manuel Guaiquil e hija del finado lonco vende a Don Domingo de la Maza, hijo del Coronel español Don Lorenzo de la Maza y Quintanilla un retazo de terreno situado del otro lado del Bío-Bío en el lugar llamado Tolpán o Tijeral, el cual fue todo lo que hubo por herencia de su padre Don Francisco Mariluán. En dicho título lindantes por el Sur con el estero Tijeral; por el Norte, con el río Renaico; por la Travesía, con el estero Malleco; y por el Puelche, con terrenos de su sobrino Francisco Mariluán. 
Así se tiene entonces que antes que Renaico existiera como villa en estos lados se conocía a este sector como “Tolpán o Tijeral”. 
En 1850 Doña Carmen ratifica la venta anterior, que el Señor Maza acepta, aunque deja claro que Tolpán había sido comprado anteriormente y refiere el documento del año anterior. Doña Carmen alejada de las costumbres mapuche tenía un buen pasar y vivía en Santiago a la fecha. 

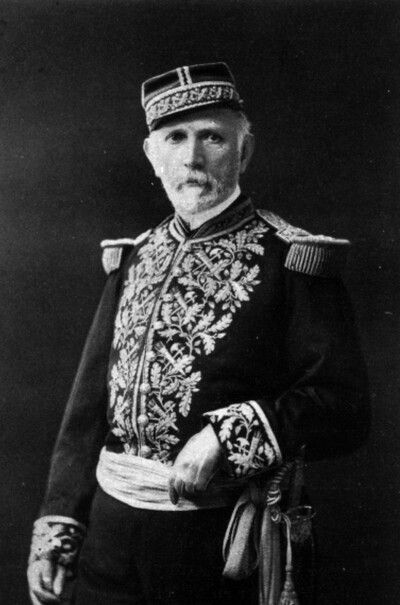
Coronel Don Cornelio Saavedra

#### Colonización de la Araucanía
Cuando el ejército chileno ingresa a la zona durante la década de 1860, el coronel Cornelio Saavedra da inicio a los estudios para instalar un fortín a orillas del río Renaico, pero solo se logra levantar un tijeral. Otro antecedente es que el coronel Saavedra ordenó la construcción de lanchas para el transporte fluvial, teniendo como embarcaderos orillas del río Renaico llamados Granaderos y El Rosal.
Para 1870 ya había núcleos asentados en toda el área del antiguo “Fundo Tolpán o Tijeral”; estos asentamientos eran: Mininco, Renaico, Huelehueico, Roblería, Tolpán y Coihue. 
En 1875 Francisco Huenul otorga testamento en Nacimiento dejando un documento importantísimo para las futuras generaciones que quieran reconstruir la historia. Francisco Huenul se declara nacido en “Renaico” y ser "chileno". Declara que, cita textual: 

“Primero, declaro que nací y resido hasta ahora en el lugar de Renaico del Departamento de Angol, soy chileno, soltero y tengo como treinta y cinco años de edad, más o menos. Segundo: declaro por mis bienes un fundo situado en el título de Renaico, Subdelegación del Tijeral del Departamento de Angol, y que deslinda de la manera siguiente: Norte y Oriente, el río Renaico; Poniente, el zanjón de las toscas; Sur, una línea que partiendo del río Renaico pasa por la piedra Butacura y llega al zanjón de las toscas”.

Es interesante notar dos cosas. Primero que “el lugar de Renaico” era ya conocido por ese nombre en 1840 cuando Huenul nació, independientemente que el sector recibiera el nombre genérico de Tolpán o Tijeral, y segundo que se adjudica así mismo como dueño de los terrenos reclamados por los Mariluán y por Don Domingo de la Maza. Huenul en su testamento deja todas sus posesiones a un tal Pascual Quilodrán, el cual no tenía relación alguna ni con él ni con los arriba descritos pero que sin embargo era el hijo de Francisco Quilodrán Notario de Nacimiento.  
Don Domingo de la Maza murió en 1879, luego de haber donado un terreno de 6000 has. al Gobierno mediante el coronel Cornelio Saavedra para los nuevos asentamientos de lo que hoy es el séptimo y último Angol.
Sus hijos Lorenzo de la Maza y del Río y David de la Maza del Río heredaron la mayoría de lo que su padre compró originalmente a Doña Carmen Mariluán. Cuando se extendió el ferrocarril hacia Angol se constituyeron tres estaciones ferroviarias en su predio, a saber Renaico, Roblería y Tijeral; las tres estaciones dieron lugar a un mayor desarrollo a los asentamientos que allí ya se encontraban. Mucha gente llegó a trabajar a esta zona debido al creciente desarrollo del ferrocarril en Chile. Cornelio Saavedra, aprovechando los terrenos donados por Domingo de la Maza, principalmente la zona de lo que hoy es Butaco y el Almendro, trae colonos chilenos para asentarse, principalmente desde Chillán y la zona de Ñuble, se les entregaban terrenos con títulos que los colonos aprovechaban en Agricultura, tributando sus vidas a la naciente nueva fundación de Angol.
En 1885 el gobierno de Chile crea el registro civil reconociéndose a Renaico como una Circunscripción más. 
Luego de varios intentos fallidos por levantar el poblado, debido a los continuos asaltos de los indígenas, el 23 de enero de 1884 logra dársele un impulso trascendente con la llegada a Renaico del entonces Presidente de la República, Don Domingo Santa María, junto al Ministro del Interior, José Manuel Balmaceda y una comitiva, para inaugurar los trabajos del ferrocarril desde Renaico a Victoria.

#### Inmigrantes a la zona de Renaico

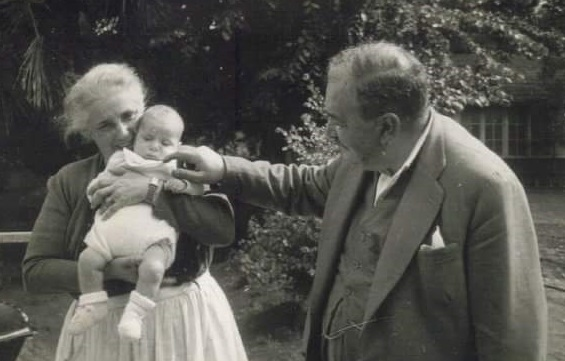
Ricardo Izaurieta Gardoqui junto a su esposa Lucía de Arestizabal en Renaico

Hacia fines del siglo XIX en la zona de Renaico se establecieron familias inmigrantes que se dedicaron a las actividades agrícolas como principal actividad económica. En 1893, Ricardo Izaurieta Gardoqui, llegó a Chile a muy temprana edad proveniente de la provincia de Vizcaya, País Vasco. Se estableció en Concepción, donde desarrolló actividades comerciales, para luego asociarse con Ambrosio Bilbao y Lucas Avendaño, también inmigrantes vascos, con quiénes se dedicó a la explotación agrícola bajo la razón social Fundo Munilque, en la provincia de Bío-Bío. Posteriormente Ricardo Izaurieta adquirió el Fundo 'Venecia', en la zona de Renaico, al que llamó "Elordui", en honor al caserío de su familia en Barrica, Vizcaya, su tierra natal a la que pudo volver muchas veces y donde aún existe el caserío. Ricardo Izaurieta Gardoqui fue también presidente de la Beneficencia Española y el Centro Español de Concepción, donde uno de sus salones lleva su nombre. Una escuela básica lleva su apellido, la escuela Munilque Izaurieta. Su hijo Enrique Izaurieta Arestizábal continuo con su labor.
Otros migrantes vascos establecidos en la zona fueron los Erenchun. Muy importante para el desarrollo del Comercio de Renaico fueron las familias de origen sirio-libanés y palestinos; principalmente las familias Asin; Musre; Zrene; Yissi, Fawaz, Dawit, entre otros. Más hacia el siglo XX migrantes británicos y sudafricanos principalmente en la zona de Colhue. 

## Geografía

### Geomorfología
La comuna de Renaico se encuentra emplazada en la unidad geomorfológica de Llano central con morrenas y conos. La Cordillera de Nahuelbuta se presenta imponente en el límite occidental con la comuna de Angol, presentando cumbres relevantes como los cerros El Hoyo, Alto del Águila, entre otros. En tanto, a solo ocho kilómetros de Renaico se levanta el Cerro Tolpán, de gran importancia histórica, ya que fue en este lugar donde Alonso de Figueroa y Córdoba construyó un fuerte, convirtiéndolo en centro de operaciones contra los mapuches.

### Clima
Presenta según la clasificación climática de Köppen clima mediterráneo de lluvia invernal (Csb). Esto conlleva a la abundancia de los días soleados durante todo el año, registrando temperaturas máximas promedio superiores a los 24 grados Celsius, lo cual estimula que se realicen actividades en el campo, como también la práctica de deportes y todo tipo de recreación al aire libre.
Veranos sobre 30 °C y algunos sobre los 35 °C destacándose estación seca en verano. La temperatura máxima histórica registrada en Renaico, fue de 40.7 °C el 2 de febrero de 2019.
Gran presencia de lluvias durante el invierno.

### Hidrología
Se halla en la cuenca hidrográfica de río Biobío. Además, la comuna posee diversos cuerpos de agua, entre los que se destacan el río Mininco, río Renaico y río Vergara.
En este sentido, la comuna cuenta con una importante red de cursos de agua, que se usan tanto para las actividades económicas como recreativas, destacando la presencia de los ríos Renaico y Vergara. Dentro de los canales artificiales destacan el Canal El Globo y el Canal Parronal ambos tienen su bocatoma en el río Renaico. El primero fue construido por José Bunster, para el molino que funcionó allí a fines del siglo pasado, y cuyo edificio aún se encuentra en pie. Mientras que el segundo fue construido por Don José Erenchun a principios del siglo pasado para irrigar las zonas de Casa Blanca, Parronal y San Miguel que antiguamente conformaban el Fundo Parronal, su construcción incluyó varios kilómetros de túnel.

## Medio ambiente

Trazado simplificado de los ecosistemas y cuerpos de agua presentes en la comuna de Renaico.

### Componentes bióticos
Dentro del territorio de la comuna se pueden hallar los siguientes ecosistemas:
- Bosque caducifolio mediterráneo interior donde predominan Nothofagus obliqua y Cryptocarya alba (En peligro crítico)
- Bosque mixto mediterráneo-templado costero donde predominan Nothofagus dombeyi y Nothofagus obliqua (En peligro crítico)

### Medidas de protección ambiental y conflictos socioambientales
Hasta 2022, la comuna de Renaico no cuenta con ningún área territorial destinada a la protección ambiental.

## Administración

### Municipalidad
La Municipalidad de Renaico para el periodo 2021-2024 es dirigida por el alcalde suplente Claudio Musre Contreras (IND - Chile Vamos Renovación Nacional - Independiente) y el concejo municipal conformado por los concejales:
- Vacante (Sin Partido)
- Cristina Villagra Venegas (Renovación Nacional)
- Nancy Puentes Troncoso (IND - Chile Vamos UDI - IND)
- Natalia Andrea Pedreros Bascuñán (Partido Radical de Chile)
- Santiago Enrique Morales Velásquez (IND - Unidad Por el Apruebo PS PPD e IND)
- Andrea De Las Mercedes Reyes Garcés (IND - Unidos Por la Dignidad)

### Representación parlamentaria
Renaico forma parte de la circunscripción senatorial XI y del Distrito Electoral 22. Es representada en la Cámara de Diputados del Congreso Nacional por los siguientes diputados:
- Jorge Rathgeb Schifferli (Renovación Nacional)
- Juan Carlos Beltrán Silva (Renovación Nacional)
- Jorge Saffirio Espinoza (Partido Demócrata Cristiano)
- Gloria Naveillán Arriagada (Partido Republicano De Chile)

En el Senado, la representan:
- Felipe Kast Sommerhoff (Evópoli)
- Francisco Huenchumilla Jaramillo (PDC)
- Jaime Quintana Leal (PPD)
- José García Ruminot (RN)
- Carmen Gloria Aravena Acuña (Republicanos)

## Economía
Desde la perspectiva productiva el uso del suelo se ha utilizado fundamentalmente para las actividades ganaderas, agrícolas, hortofrutícolas y forestales, obteniendo buenos rendimientos. Entre las actividades industriales es de relevancia la Molinera El Globo, fundada por José Bunster. Esta planta procesa la avena que es enviada desde Collipulli, producto que es posteriormente comercializado en Concepción.
En 2018, la cantidad de empresas registradas en Renaico fue de 101. El Índice de Complejidad Económica (ECI) en el mismo año fue de -0,61, mientras que las actividades económicas con mayor índice de Ventaja Comparativa Revelada (RCA) fueron Casinos y Clubes Sociales (575,75), Cultivo de Avena (186,49) y Centros de Acceso a Internet (176,02).

### Energías renovables
Dadas las condiciones geográficas del área comunal, Renaico posee un alto potencial para la generación de energía eólica, por lo que en consecuencia, se han construido parques eólicos que aportan al sector eléctrico en Chile y al desarrollo de las energías renovables en el país. El Parque Eólico Renaico, el primero de la comuna, cuenta con una potencia bruta de 88 MW y es uno de los más grandes de su tipo en el sur de Chile. El 5 de mayo de 2015 se aprobó un parque de generación eléctrica, en los límites urbanos de Renaico. En el parque de San Gabriel, serán 61 aerogeneradores los encargados de producir la energía eólica, los cuales tendrán aspas de 62 metros instalados sobre gruesas torres de hormigón (dovelas).

## Cultura

### Renaiquinos
La comuna de Renaico ha visto nacer a notables figuras en distintos ámbitos. Edmundo Herrera Zúñiga (1929-2019), poeta, escritor y destacado dirigente gremial, ha sido una de las voces influyentes en la literatura chilena.

## Lugares de interés

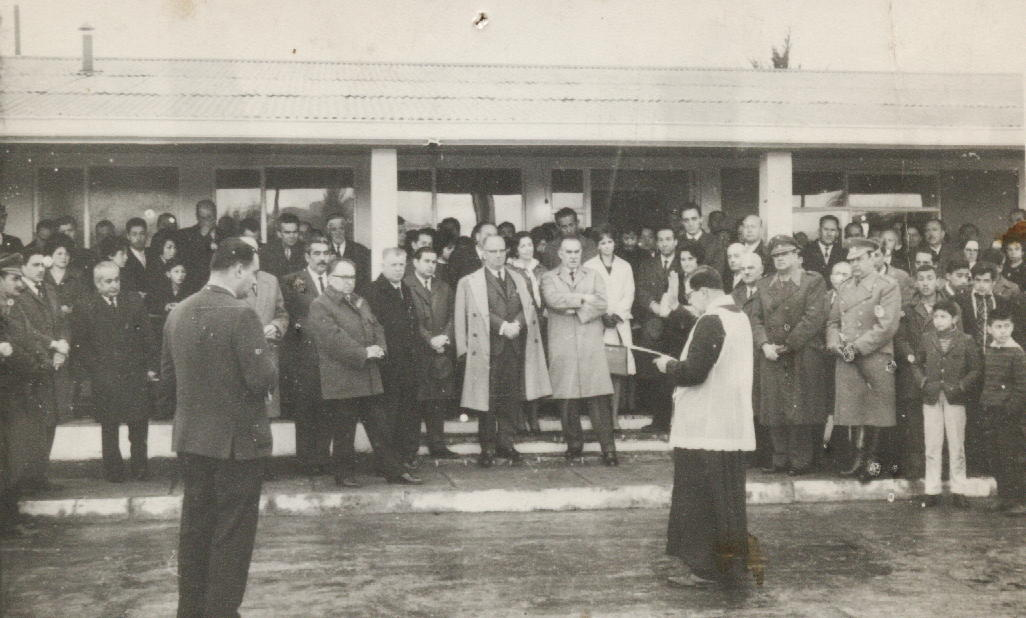
Inauguración de primer Hospital de Renaico

#### Museo Histórico Comunal de Renaico
Renaico tiene un Museo histórico de exhibición permanente. Se inició con la primera recolección de objetos en 2004 . Presenta secciones de Arqueología, Antropología, Etnografía / Arte / Historia

### Teatro Municipal de Renaico

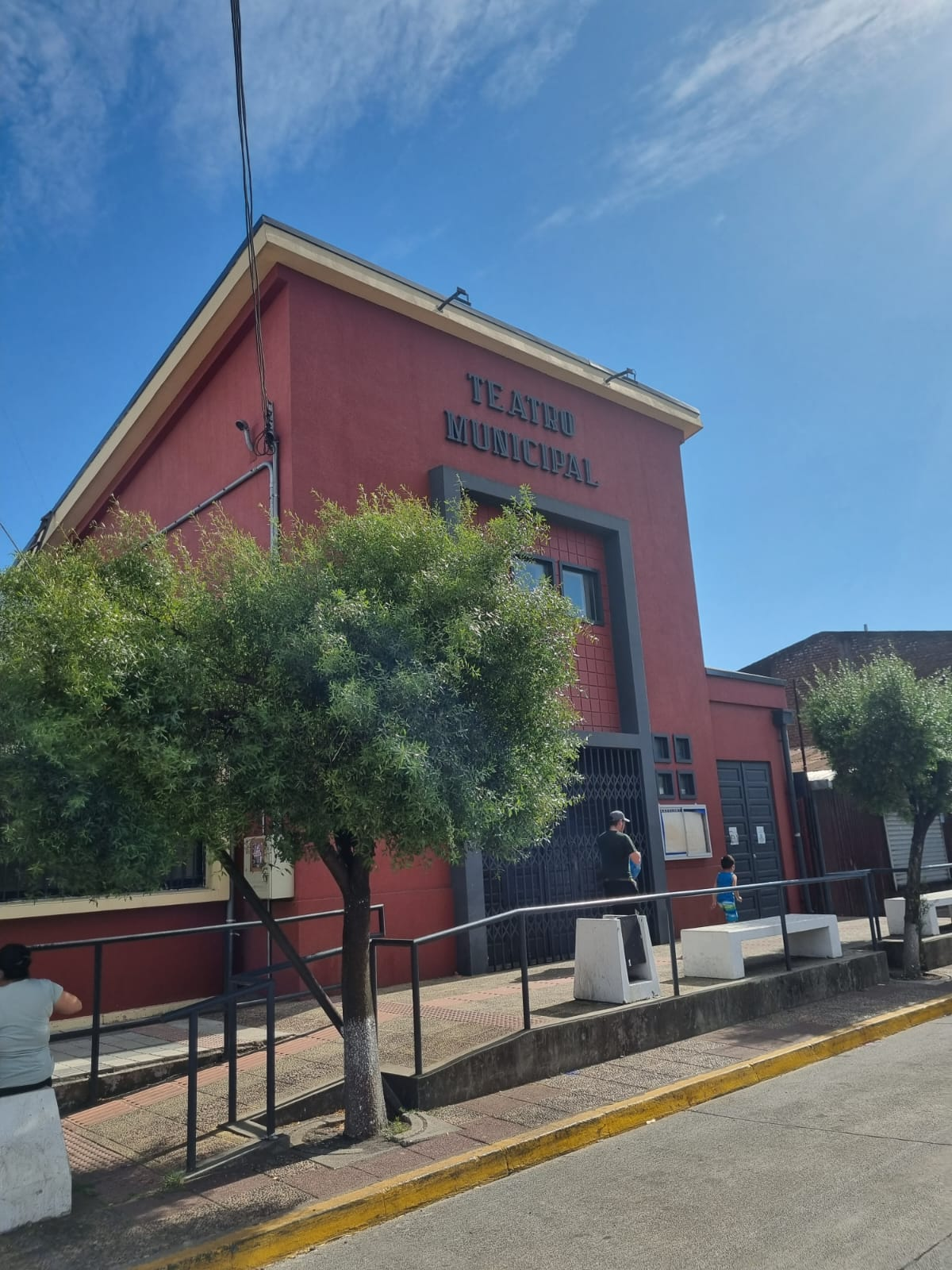
Teatro municipal de Renaico

Construido a mediados del año 1953, su programa cultural contemplaba diversas películas y obras teatrales que recorrían Chile gracias a las rutas trazadas por el ferrocarril del sur, celebrándose además en su interior los festivales y actividades cívicas más importantes de la comuna.

### Plaza de armas

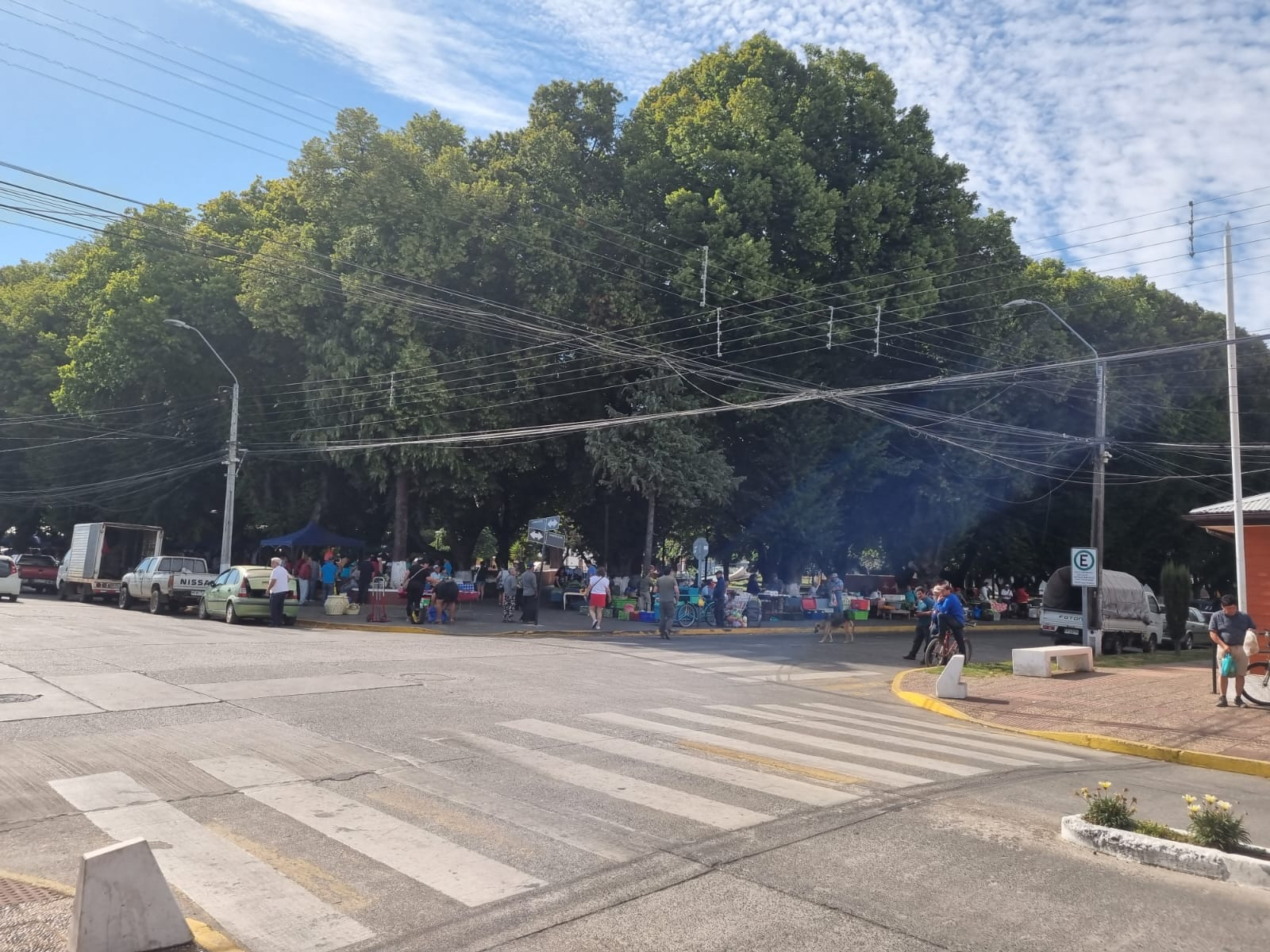
Plaza de Renaico

Desde sus primeros años presenta una Plaza de armas la que ha presentado numerosas mejoras.  Los terrenos de la plaza de Renaico fueron donados por Domingo de la Maza, hijo del coronel español don Lorenzo de la Maza y Quintanilla. Desde sus inicios plantaron árboles de tilos, los que datan de la década de 1910, los cuales pese a las varias remodelaciones que ha sufrido este espacio, continúan siendo parte protagonista de su composición.
Actualmente esta plaza de armas, lleva el nombre de Plaza Gilberto Musre Correa, exalcalde y concejal de la comuna de Renaico.

### Reconocimiento al General Schneider
Renaico fue una de las pocas comunas de Chile que reconocieron al General René Schneider, tras su asesinato erigiendo un monolito conmemorativo en su plaza principal.
Otros lugares de interés son:
- El Cerro Tolpán: es un lugar indicado para lograr una buena visualización del sector. Apto para tomar fotografías, como también para observar la flora y fauna del lugar.
- Camping Municipal: tiene muy buena accesibilidad, está junto a la entrada principal de la ciudad, y permanece abierto todo el año. Este es un espacio apto para el campin, natación y pícnic.
- Laguna Huelehueico,  un sitio natural de gran potencial para realizar deportes náuticos y natación. La vegetación del lugar se compone por eucaliptus, pinos, juncos y aromos; en tanto, la fauna destaca por la presencia de taguas, patos y chirrío.
- Fundo Colhue está habilitado con pabellones de alojamiento, y servicios de alimentación, alojamiento, entre otros, lo cual permite que el turista pueda disfrutar de la naturaleza, rodeado la vegetación de pinos y eucaliptus.
- Parque Las Paraguas, ubicado muy cerca de la carretera que comunica al sur con Angol, Los Ángeles y Negrete, en la VIII Región. El área municipal se encuentra abierta durante todo el año, y habitualmente se organizan bailes y concursos.

## Transporte
- Bus: para llegar o salir de Renaico está Buses Bio Bio (no cuenta con oficina de venta de pasajes en la comuna) y que ofrece destinos cercanos como Angol, Los Ángeles, Concepción y la capital regional Temuco, entre otros. Además existen varias líneas de buses rurales tales como Buses Contulmo (recorrido Contulmo-Purén-Angol-Renaico-Los Ángeles), Buses Cordillera de Nahuelbuta (recorrido Angol-Renaico-Los Ángeles). Desde y hacia Santiago está la posibilidad de Buses Transantin, Pullman JC, Pullman Tur y Eme Bus (las dos últimas no tienen oficina de venta de pasajes en la comuna)

- Tren: En temporada estival y/o fines de semana largos, circula el tren TerraSur Temuco, el cual une las ciudades de Santiago con la capital de la Región de La Araucanía, la ciudad de Temuco, haciendo una parada en Renaico.